# История Византийской империи (518—602)
Византийская империя при династии Юстиниана пережила золотой век, начавшийся в 518 году с приходом на престол Юстина I. При династии Юстинианов, особенно во время правления Юстиниана I, империя достигла своего наибольшего территориального размера после падения своего западного аналога. захватив Северную Африку, южную Иллирию, южную Испанию и Италию. Династия Юстинианов закончилась в 602 году свержением Маврикия и восхождением на престол Фоки.

## Юстин I

### Ранняя жизнь и приход к власти
Династия Юстинианов началась с восшествия на престол Юстина I. Он родился в 450-х гг. в большой деревне Бедериане провинции Македония Салютарис. Как и многие деревенские юноши, он отправился в Константинополь и записался в армию, где благодаря своим физическим способностям стал частью дворцовой стражи — эскувиторов.
Он сражался в Исаврийской и Персидской войнах и поднялся по служебной лестнице, заняв влиятельную должность командира экскувиторов. В это время он также добился звания сенатора. После смерти императора Анастасия, не оставившего явного наследника, было много споров о том, кто станет императором.
Чтобы решить, кто взойдёт на престол, на ипподроме было созвано торжественное собрание. Тем временем в большом зале дворца собрался византийский сенат. Поскольку сенат хотел избежать вмешательства и влияния извне, от него требовали быстро выбрать кандидата; однако сенаторы из выдвинутых нескольких кандидатов так никого и не выбрали, отклонив их кандидатуры по разным причинам. После долгих споров сенат решил выдвинуть кандидатуру Юстина; и он был коронован константинопольским патриархом Иоанном II Каппадокийцем 10 июля 518 года.

### Правление

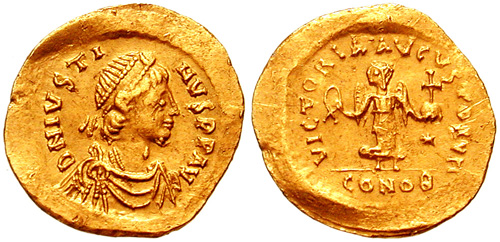
Золотой солид Юстина I.

Юстин, который был из латиноязычной провинции, мало говорил по-гречески и был в основном неграмотным. Таким образом, он окружил себя умными советниками, самым известным из которых был его племянник Юстиниан. Юстиниан, возможно, оказал большое влияние на своего дядю, и некоторые историки, такие как Прокопий Кесарийский, считали его стоявшей за престолом реальной силой.
После своего восшествия Юстин удалил других кандидатов на престол; двое были казнены, а трое наказаны либо смертью, либо ссылкой.
В отличие от большинства императоров до него, которые были монофизитами, Юстин был набожным ортодоксальным христианином. Конфликт двух течений был основан из-за спора о двойственной природы Христа. Прошлые императоры поддерживали позицию монофизитов, находившуюся в прямом противоречии с учением папства, и эта борьба привела к акакианскому расколу. Юстин и патриарх немедленно приступили к восстановлению отношений с Римом. После деликатных переговоров схизма закончилась в конце марта 519 году.
Оставшаяся часть правления Юстина была относительно тихой и мирной. В 525 году, возможно, по настоянию Юстиниана, он отменил закон, фактически запрещавший придворным чиновникам жениться на людях из низшего сословия. Это позволило Юстиниану жениться на имевшей низкий социальный статус Феодоре. В последние годы правления усилились конфликты с сопредельными странами. Король остготов Теодорих Великий с подозрением относился к заговорам византийцев; и обратился против римских сенаторов, дойдя до казни философа Боэция, который пытался положить конец преследованию. Однако Теодорих умер в 526 г., положив конец гонениям. Государство Сасанидов также возобновило военные действия, начавшаяся Иберийская война не будет завершена до царствования Юстиниана. В 527 году Юстин назначил Юстиниана соправителем после опасной болезни. Юстин оправился от болезни, однако через несколько месяцев умер от язвы на старой ране; и Юстиниан тогда взошёл на трон.

## Юстиниан I
Сила династии проявилась при Юстиниане I. После подавления восстания Ника Константинополь был перестроен, а имперские законы реформированы созданием «Кодекса Юстиниана».
Юстиниан от своего дяди унаследовал войну с Персией. В ходе её продолжения он после победы при Даре отправил войска вниз по Евфрату, но вторжение приостановилось, а в результате поражения при Каллинике — остановлено. Этот своего рода тупик прив’л к тому, что Юстиниан заключил «Вечный мир» в 532 г., по которому он соглашался ежегодно выплачивать 11 тыс. фунтов золота в обмен на прекращение военных действий и защиту персами нескольких горных перевалов на Кавказе.

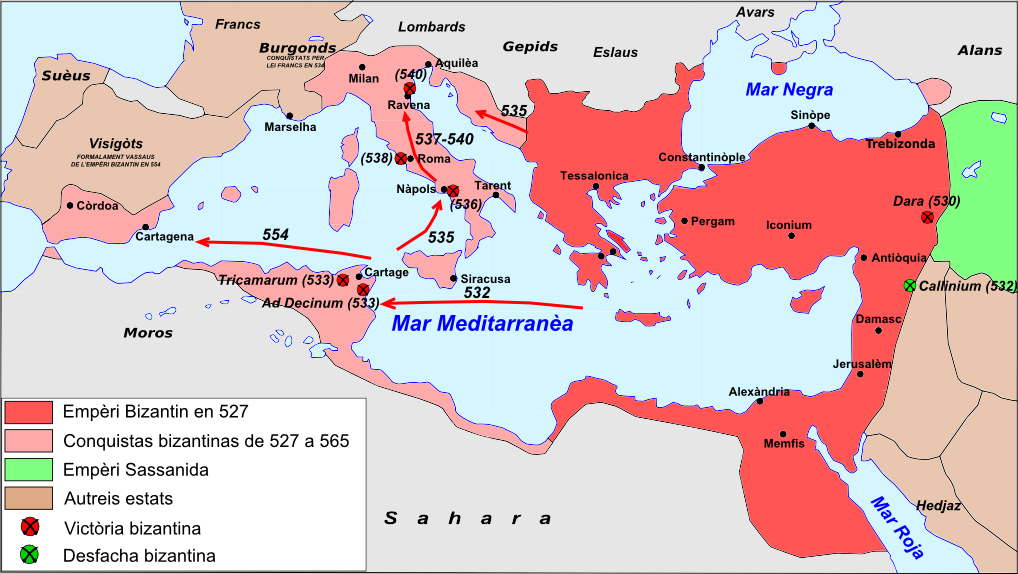
Завоевания Юстиниана I.

Затем он приступил к осуществлению своей мечты восстановить Римскую империю. По его приказу его любимый полководец Велизарий начал отвоёвывать бывшую римскую территорию, начиная с королевства вандалов в Северной Африке. Несмотря на то, что армия варваров вдвое превышала численность византийского экспедиционного корпуса в 15 тыс., Велизарий в ходе войны смог разгромить при Дециме и Трикамаре войско короля Гелимера и захватил Карфаген и всё королевство.
Династические распри среди правивших Италией остготов дали Юстиниану возможность начать боевые действия. В 535 г. он отправил Велизария на Сицилию с войском в 7,5 тыс. человек, чьё символическое сопротивление было быстро подавлено. Затем он перебрался в материковую Италию. Подавив мятеж в недавно завоеванной Северной Африке, Велизарий высадился в материковой Италии, встретив такое же символическое сопротивление. Однако готский гарнизон Неаполя оказал сопротивление, и пал лишь после нескольких месяцев осады, сам город был разграблен. После дальнейших династических ссор, приведших к гибели двух королей, Велизарий был приглашен в Рим папой Сильверием, в то время когда король Витигес находился в Равенне. Услышав об этом, остготы собрали армию огромной величины, по некоторым данным, до 150 тыс. человек, чтобы осадить укреплённый Велизарием город, который год и девять дней держал осаду.
Затем армия готов двинулась на осаду Ариминия, который страдал от нехватки еды. На помощь был призван Нарсес, помогший Велизарию прорвать осаду. После бойни в Медиолануме стали очевидны недостатки в наличии двух византийских армий, и после письма Велизария Юстиниан отозвал Нарсеса. После этого кампания превратилась в осадную войну, которая подошла к концу после того, как Велизарий сделал вид, что готов принять предложение недовольных Витигесом готов стать императором Западной Римской империи. Он беспрепятственно занял Равенну, а затем пленил Витигеса.
Велизария отозвали из Италии, а затем немедленно отправили на персидский фронт, где снова при участии остготских послов разгорелись боевые действия. В этот период остготы отвоевали большую часть Италии. После того, как персидский фронт утих, Велизарий за 18 лет вернулся Европу, отвоевал Италию и захватил у вестготов южную Испанию.
Западные войны Юстиниана расширили Византию за счёт бывших провинций Западной Римской империи (Италия, Бетика и Африка), благодаря чему Восточная Римская империя достигла крупнейшего размера в своей истории.

## Юстин II
После реконкисты Юстиниана и обширных программ восстановления казна империи осталась пустой. Финансовый беспорядок ослабил империю и вынудил его преемника Юстина II приостановить выплаты аварам. Пока византийцы были заняты персами, лангобарды под предводительством короля Альбоина вторглись в Италию и быстро завоевали большую часть полуострова. Война с персами в Сирии шла успешно для восточного соседа, появившееся у правителя психическое заболевание стало причиной его гибели.

## Тиберий II
Четырёхлетнее правление Тиберия II отметилось слабостью государства из-за его чрезмерных размеров. Он укрепил Равенну, и его генералы добились успеха против персов в сражениях в Армении и против берберов в Северной Африке. В то же время славяне начали мигрировать в Грецию. Императору было нечем платить воевавшей с персами армии, и солдаты грозили мятежом. Поскольку его силы были развернуты в другом месте, авары воспользовались им и вынудили Тиберия отказаться от ключевого города Сирмиума.
В 582 г. Тиберий тяжело заболел то ли из-за плохо приготовленной пищи, то ли из-за отравления. Поначалу он хотел разделить империю, отдав восточные провинции Маврикию, а западные — Герману, родственнику Юстиниана I. Но в итоге он объявил наследником престола Маврикия и на следующий день скончался.

## Маврикий
Маврикий стал пятым и последним императором из династии Юстинианов. Сообщается, что он приехал из Армении и начал свою карьеру в Константинополе в качестве нотариуса. В конце концов он дослужился до чина секретаря имперских телохранителей и в 577 г. был назначен главнокомандующим армией. После похода на восток был произведен в сан патриция. В 582 г. он женился на дочери Тиберия и сменил его на престоле в возрасте 43 лет.
Правление Маврикия было отмечено постоянными денежными проблемами: при его восхождении на трон финансовое положение государства было критическим, что сохранялось и впоследствии. Он также унаследовал военные проблемы: славяне продолжали мигрировать в империю, власть над Италией полностью рушилась; приходилось продолжать войну с Персией. Эта война привела денежными трудностями, что привело к крупному мятежу в 588 году; однако следующей весной денежный вопрос удалось решить. Во время мятежа в Персии началась гражданская война между соперничающими группировками в Персии, и поддержавшая Хосрова II Византия добилась завершения войны на выгодных условиях.
Затем Маврикий обратил свое внимание на Балканы, которые после десятилетия невнимания со стороны армии стали полностью разорены славянами. Византийцы оттеснили и изгнали славян, а затем разорили их земли за Дунаем, после чего могли легко удерживать границу на Дунае, как это было со времен Римской империи, а также получить контроль над некоторыми второстепенными территориями в южной Дакии.
Несмотря на военные победы, Маврикий не был популярен в Византии из-за пустой казны, вынуждавшей его откладывать выплаты солдатам. Итогом этого стало его свержение в 602 г. Фокой.